# Diana González
Diana Victoria González Barrera (Toluca de Lerdo, Estado de México, 10 de septiembre de 1993-Ciudad de México, 1 de noviembre de 2019) fue una futbolista mexicana que jugaba como mediocampista. Su último equipo fue el Club América de la Liga MX Femenil.

## Trayectoria

### América
González hizo su debut con el Club América. A sus ocho años, deseaba que en México existiera una liga de fútbol profesional para las mujeres igual a la varonil. 
Debutó en la Liga MX Femenil el 23 de julio de 2018 durante un duelo Club América vs Deportivo Toluca, siendo su primera temporada el Torneo Apertura 2018 (México), en el que disputó siete encuentros con un total de 526 minutos jugados. Marcó cuatro goles y recibió una tarjeta amarilla.
En su segunda temporada jugó once partidos con un total de 670 minutos de acción, con un solo gol anotado y dos tarjetas amarillas recibidas.
Estuvo en 2017 en el Campeonato Telmex Telcel, y levantó en 2018 el Campeonato Universitario Telmex Telcel.
Luego de muchos rumores y expectativas en su ciudad natal el 22 de septiembre de 2017 fue presentada por el Apertura 2018 ante los Tigres de la UANL, sin embargo entrenó con el América buscando un puesto para una plaza de extranjero en el primer equipo.
Murió el 1 de noviembre de 2019 por una descompensación en niveles de glucosa tras sufrir diabetes, tenía 26 años de edad.

## Palmarés

### Campeonatos nacionales
| Título           | Club    | País   | Año  |
| ---------------- | ------- | ------ | ---- |
| Primera División | América | México | 2018 |